# 말 (단위)
말은 부피를 재는 단위로 한 말은 18리터 정도의 부피이다. 두(斗)라고 하기도 한다. 한 말은 열 되이고, 열 말은 한 섬이다. 한 말의 씨앗을 뿌려 농사를 지을 만한 넓이의 땅을 마지기라고 한다.

## 역사적 변천
말의 정확한 양은 시대에 따라 변하여 왔는데, 백제 근초고왕 당시에는 한 말이 약 2리터에 해당되었다. 현재 18리터와 약 10배의 차이가 난다.